# India uralkodóinak listája
Az India uralkodóinak listája a mai India területén lévő lévő korábbi államalakulatok uralkodóinak listáit tartalmazza. Mivel India egységes államként hivatalosan csak 1947 óta létezik, a korábbi időkben a területén nem csak egymást követően, hanem egymással egyidőben is több államalakulat volt a területén.

## Kuru dinasztia(Kr. e. ~1200 – Kr. e. ~500)
- Sudas
- Pratipa
- Shantanu
- Chitrāngada
- Vichitravirya
- Dhritarashtra
- Pandu
- Yudhishthira
- Duryodhana
- Parikshit
- Janamejaya
- Satanika
- Aswamedhadatta
- Asíma-krishńa
- Nichakra
- Ushńa
- Chitraratha
- Vrishńimat
- Susheńa
- Sunítha
- Richa
- Nrichakshu
- Sukhíhala
- Pariplava
- Sunaya
- Medhávin
- Nripanjaya
- Mridu
- Tigma
- Vrihadratha
- Vasudána
- Śatáníka II
- Udayana
- Ahínara
- Khańd́apáni
- Niramitra
- Kshemaka

## Magadha Királyság

### Mondabeli uralkodók
- Dharma
- Sunita
- Satyajit
- Biswajit
- Ripunjaya.

### Pradjota-dinasztia(c. Kr. e. 779 – Kr. e. 544)
- Pradyota Mahasena
- Palaka
- Visakhayupa
- Ajaka
- Varttivarddhana

### Harjanka-dinasztia(c. Kr. e. 544 – Kr. e. 413)
- Bimbisara (Kr. e. 558–491)
- Ajatashatru (Kr. e. 491–461)
- Udayin
- Anirudha
- Munda
- Darshaka (Kr. e. 461)
- Nāgadāsaka

### Sisunaga-dinasztia(c. Kr. e. 413 – Kr. e. 345)

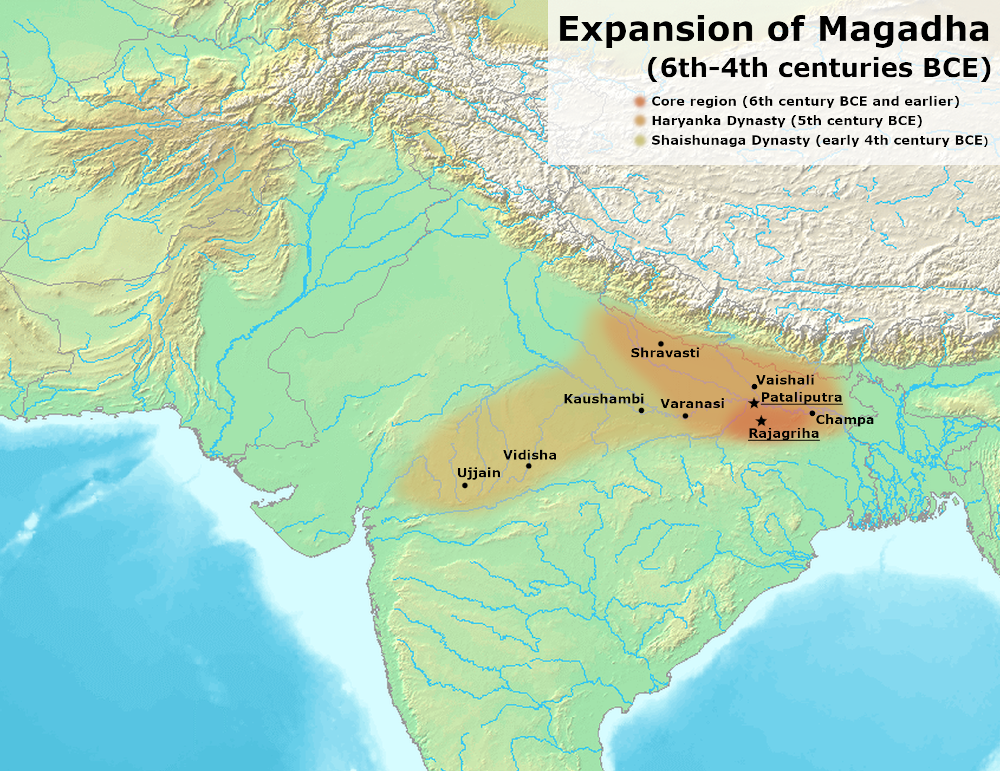

- Shishunaga
- Kalashoka (Kakavarna)
- Kshemadharman
- Kshatraujas
- Nandivardhana
- Mahanandin

### Nanda-dinasztia(c. Kr. e. 345 – Kr. e. 321)
- Mahapadma Nanda
- Pandhukananda
- Panghupatinanda
- Bhutapalananda
- Rashtrapalananada
- Govishanakananda
- Dashasidkhakananda
- Kaivartananda
- Karvinatha Nand

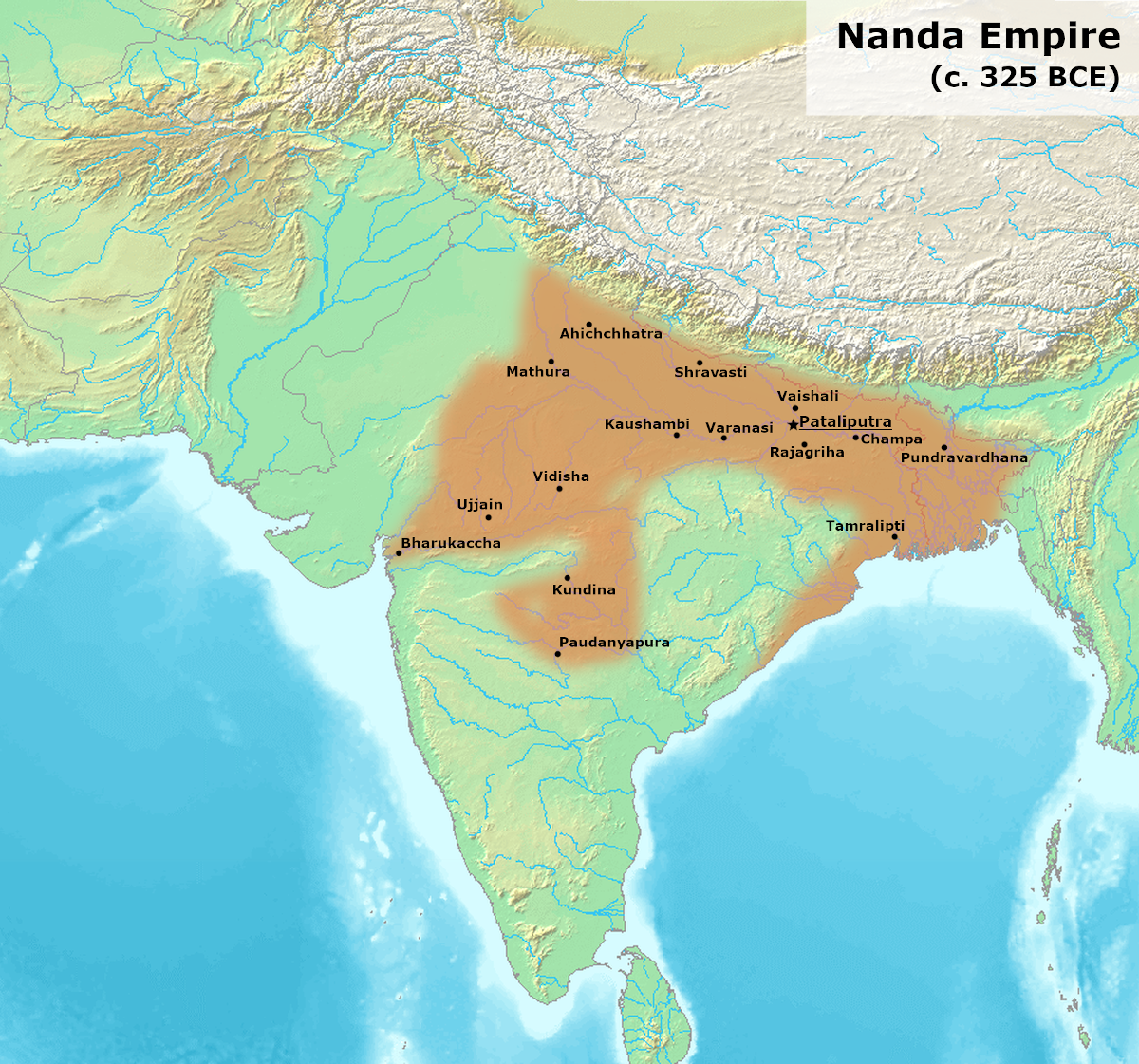

- Dhana Nanda (Agrammes, Xandrammes)

### Maurja-dinasztia (Kr. e. 321 – Kr. e. 185)

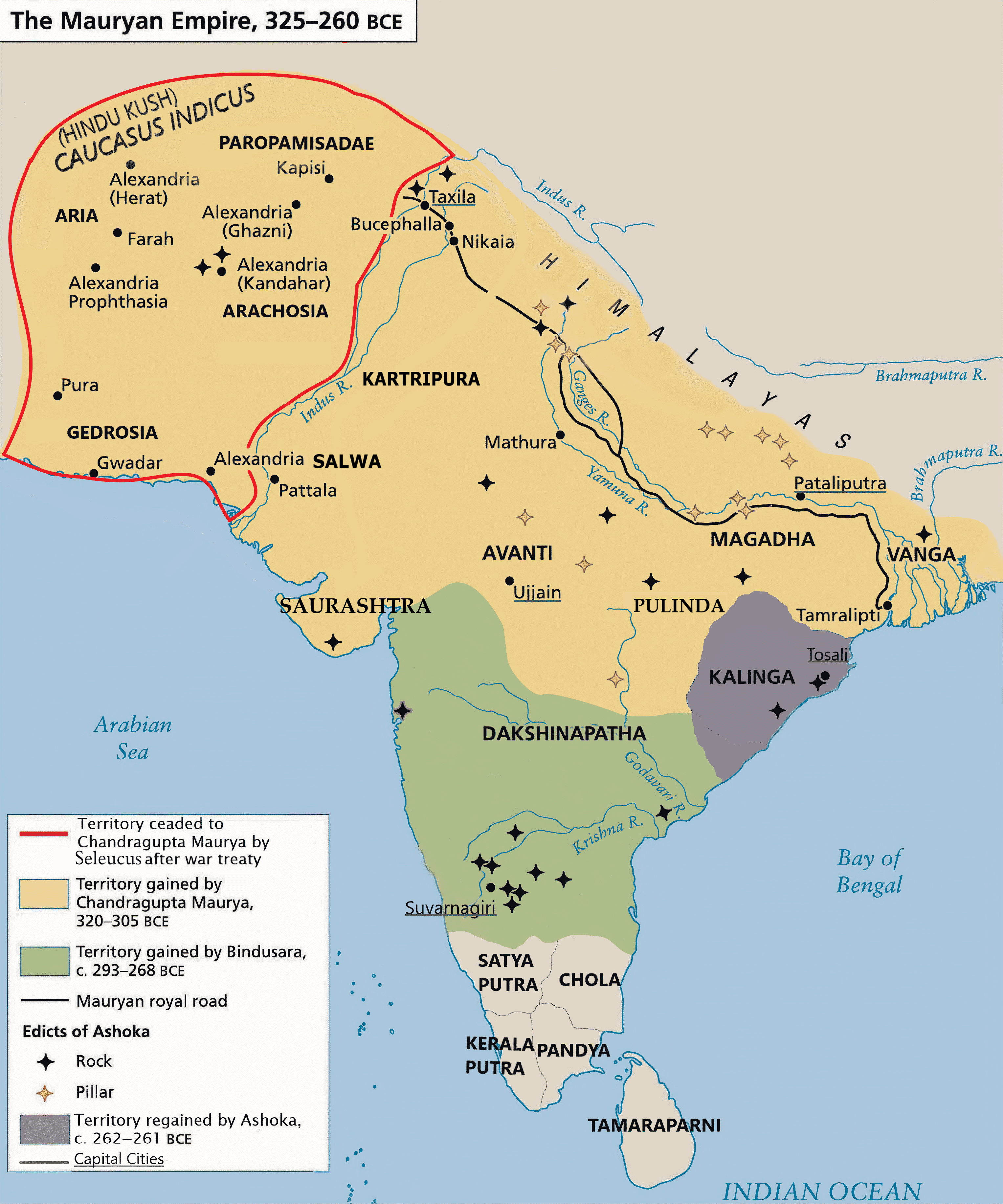

## Gupta Birodalom (Kr. u. 240–605)

## Pandjan-dinasztia(Kr. e. 550 – Kr. u. 345)
Központi királyság
- Kadunkoen, (Kr. e. 550–450)
- Pandion (Kr. e. 50 – Kr. u. 50)

Korai uralkodók

- Nedunj Cheliyan I (Aariyap Padai Kadantha Nedunj Cheliyan)
- Pudappandiyan
- Mudukudumi Paruvaludhi
- Nedunj Cheliyan II (Pasumpun Pandiyan)
- Nan Maran
- Nedunj Cheliyan III (Talaiyaalanganathu Seruvendra Nedunj Cheliyan )
- Maran Valudi
- Musiri Mutriya Cheliyan
- Ukkirap Peruvaluthi

Első Birodalom
- Kadungon (c. 600–700), újraéled a dinasztia
- Maravarman Avani Culamani (590–620)
- Cezhiyan Cendan (620–640)
- Arikesari Maravarman Nindraseer Nedumaaran (640–674)
- Kochadaiyan Ranadhiran (675–730)
- Arikesari Parankusa Maravarman Rajasinga (730–765)
- Parantaka Nedunjadaiyan (765–790)
- Rasasingan II (790–800)
- Varagunan I (800–830)
- Sirmara Srivallabha (830–862)
- Varaguna II (862–880)
- Parantaka Viranarayana (862–905)
- Rajasima Pandian II (905–920)

Második Birodalom
- Jatavarman Sundara Pandyan (1251–1268), ismét újraéled a dinasztia
- Maravarman Sundara Pandyan
- Maravarman Kulasekaran I (1268–1308)
- Sundara Pandya (1308–1311)
- Vira Pandya (1308–1311)

Pandalam-dinasztia (c. 1200)
- Raja Rajasekhara (c. 1200 – 1500), a dinasztia mellékágából származott

## Csera-dinasztia(Kr. e. 300 – Kr. u. 1124)
Korai Cserák
1. Udiyancheralatan
2. Antuvancheral

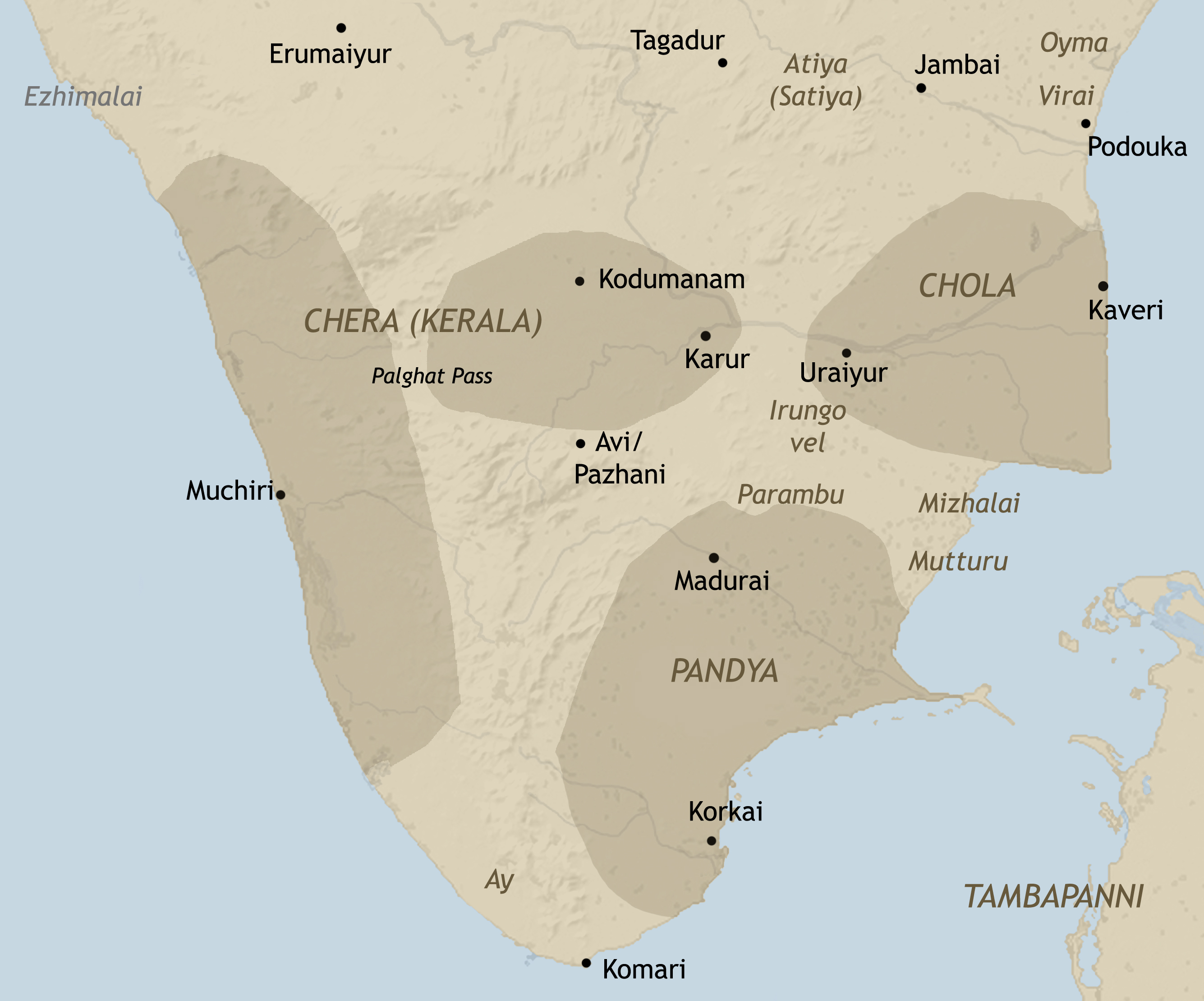

3. Imayavaramban Nedun-Cheralatan (56–115)
4. Cheran Chenkutuvan (from 115)
5. Palyanai Sel-Kelu Kuttuvan (115–130)
6. Poraiyan Kadungo (from 115)
7. Kalankai-Kanni Narmudi Cheral (115–140)
8. Vel-Kelu Kuttuvan (130–185)
9. Selvak-Kadungo (131–155)
10. Adukotpattu Cheralatan (140–178)
11. Kuttuvan Irumporai (178–185)
12. Tagadur Erinda Perumcheral (185–201)
13. Yanaikat-sey Mantaran Cheral (201–241)
14. Ilamcheral Irumporai (241–257)
15. Perumkadungo (257–287)
16. Ilamkadungo (287–317)
17. Kanaikal Irumporai (367–397)

Kulasekhara-dinasztia (1020–1314)
1. Kulashekhara Varman (800–820)
2. Rajashekhara Varman (820–844)
3. Sthanu ravi Varman (844–885)
4. Rama Varma Kulashekhara (885–917)
5. Goda Ravi Varma (917–944)
6. Indu Kotha Varma (944–962)
7. Bhaskara Ravi Varman I (962–1019)
8. Bhaskara Ravi Varman II (1019–1021)
9. Vira Kerala (1021–1028)
10. Rajasimha (1028–1043)
11. Bhaskara Ravi Varman III (1043–1082)
12. Rama Varman Kulashekhara (1090–1122)
13. Ravi Varman Kulashekhara (c. 1250 – 1314)

## Csola Királyság (Kr. e. 300 – Kr. u. 1279)

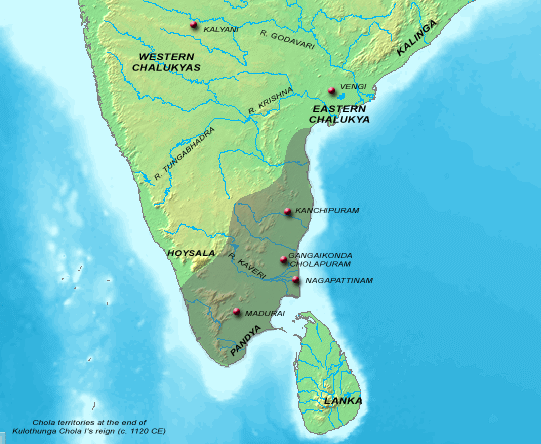

## Szatavahana-dinasztia(Kr. e. 271 – Kr. u. 220)

- Simuka Satavahana (Kr. e. 230 – 207)
- Kanha Satavahana (c. 207 – 189)
- Malia Satakarni (Kr. e. 189 – 179)
- Purnothsanga (Kr. e. 179 – 161)
- Shathakarni (Kr. e. 179 – 133)
- Lambodara Satavahana (Kr. e. 87 – 67)
- Hāla (Kr. u. 20–24)
- Mandalaka (c. 24–30)
- Purindrasena (c. 30–35)
- Sundara Satakarni (c. 35–36)
- Cakora Satakarni (c. 36)
- Mahendra Satkarni (c. 36–65)
- Gautamiputra Satakarni (c. 106–130)
- Vashishtiputra Pulumayi (c. 130–158)
- Vashishtiputra Satakarni (c. 158–170)
- Sri Yajna Satakarni (c. 170–199)

## Vakataka Királyság(c. 250 – c. 500)

- Vindhyasakti (250–270)
- Pravarasena I (270–330)

### Pravarapura-Nandivardhana csoport
- Rudrasena I (330–355)
- Prithvisena I (355–380)
- Rudrasena II (380–385)
- Divakarasena (385–400)
- Prabhavatigupta (fem.), Regent (385–405)
- Damodarasena (Pravarasena II) (400–440)
- Narendrasena (440–460)
- Prithvishena II (460–480)

### Vatszagulma csoport
- Sarvasena (330–355)
- Vindhyasena (Vindhyashakti II) (355–442)
- Pravarasena II (400–415)
- Unknown (415–450)
- Devasena (450–475)
- Harishena (475–500)

## Indo-Szkítha Királyok(c. 90 BCE – 45 CE)

### Északnyugat India (Kr. e. 90 – Kr. u. 10)
- Maues (Kr. e. 85–60)
- Vonones (Kr. e. 75–65)
- Spalahores (Kr. e. 75–65)
- Spalarises (Kr. e. 60–57)
- Azes I (Kr. e. 57–35)
- Azilises (Kr. e. 57–35)
- Azes II (Kr. e. 35–12)
- Zeionises (Kr. e. 10 – 10)
- Kharahostes (Kr. e. 10 – Kr. u. 10)
- Hajatria
- Liaka Kusuluka
- Kusulaka Patika

### Mathuraéra (Kr. e. 20 – Kr. u. 20)
- Hagamasha
- Hagana
- Rajuvula
- Sodasa

### Apracsaradzsa uralkodók (Kr. e. 12 – Kr. u. 45)
- Vijayamitra (Kr. e. 12 – Kr. u. 15)
- Itravasu (c. 20)
- Aspavarma (15–45)

## Kusán Birodalom (80–225)

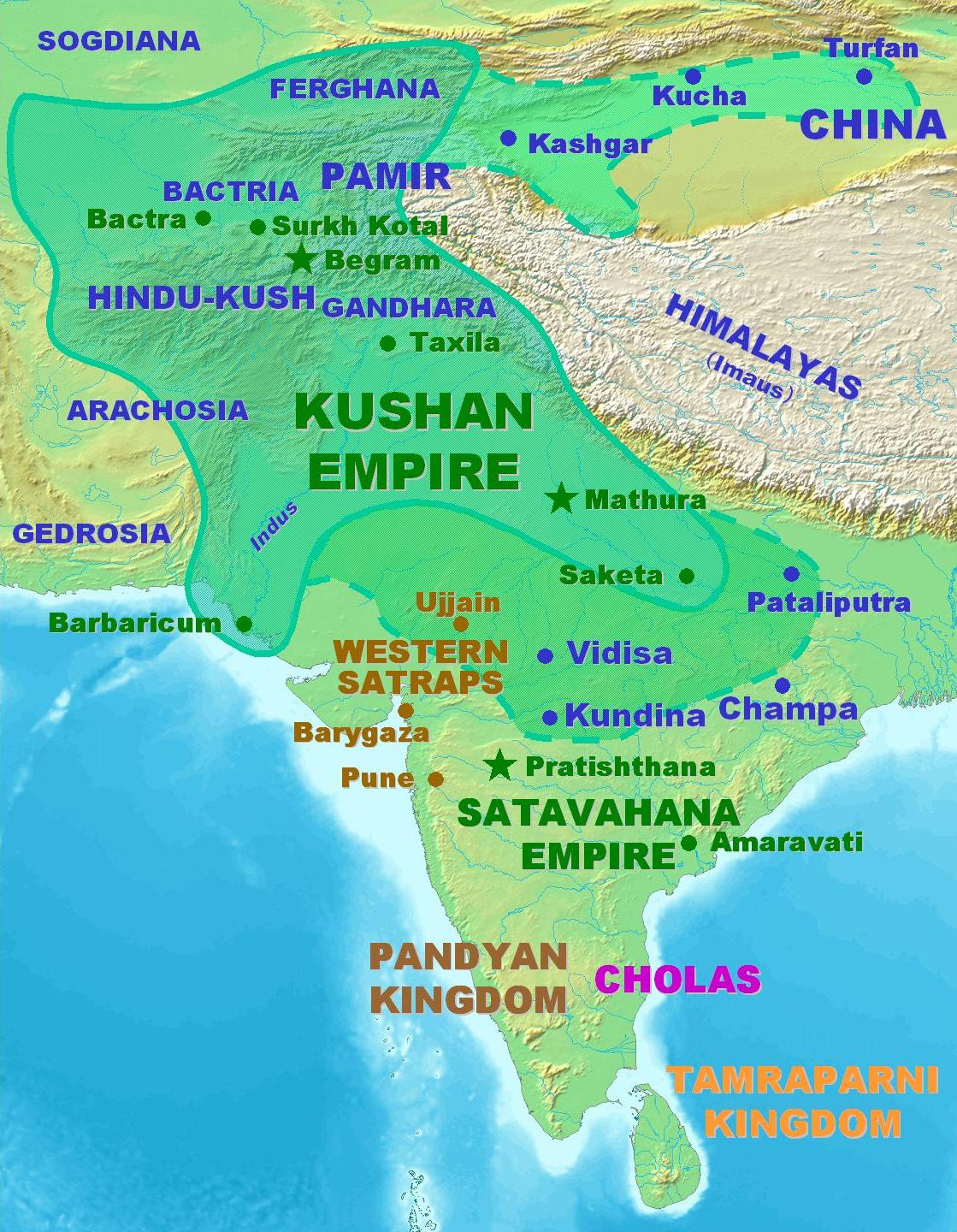

### Helyi kisebb uralkodók
- Bhadrayasha Niggas
- Mamvadi
- Arsakes

## Indo-Pártus Királyság(c. 21–100)

- Gondophares I (c. 21–50)
- Abdagases I (c. 50–65)
- Satavastres (c. 60)
- Sarpedones (c. 70)
- Orthagnes (c. 70)
- Ubouzanes (c. 77)
- Sases vagy Gondophares II (c. 85)
- Abdagases II (c. 90)
- Pakores (c. 100)

## Nyugati Ksatrapák(c. 35–405)

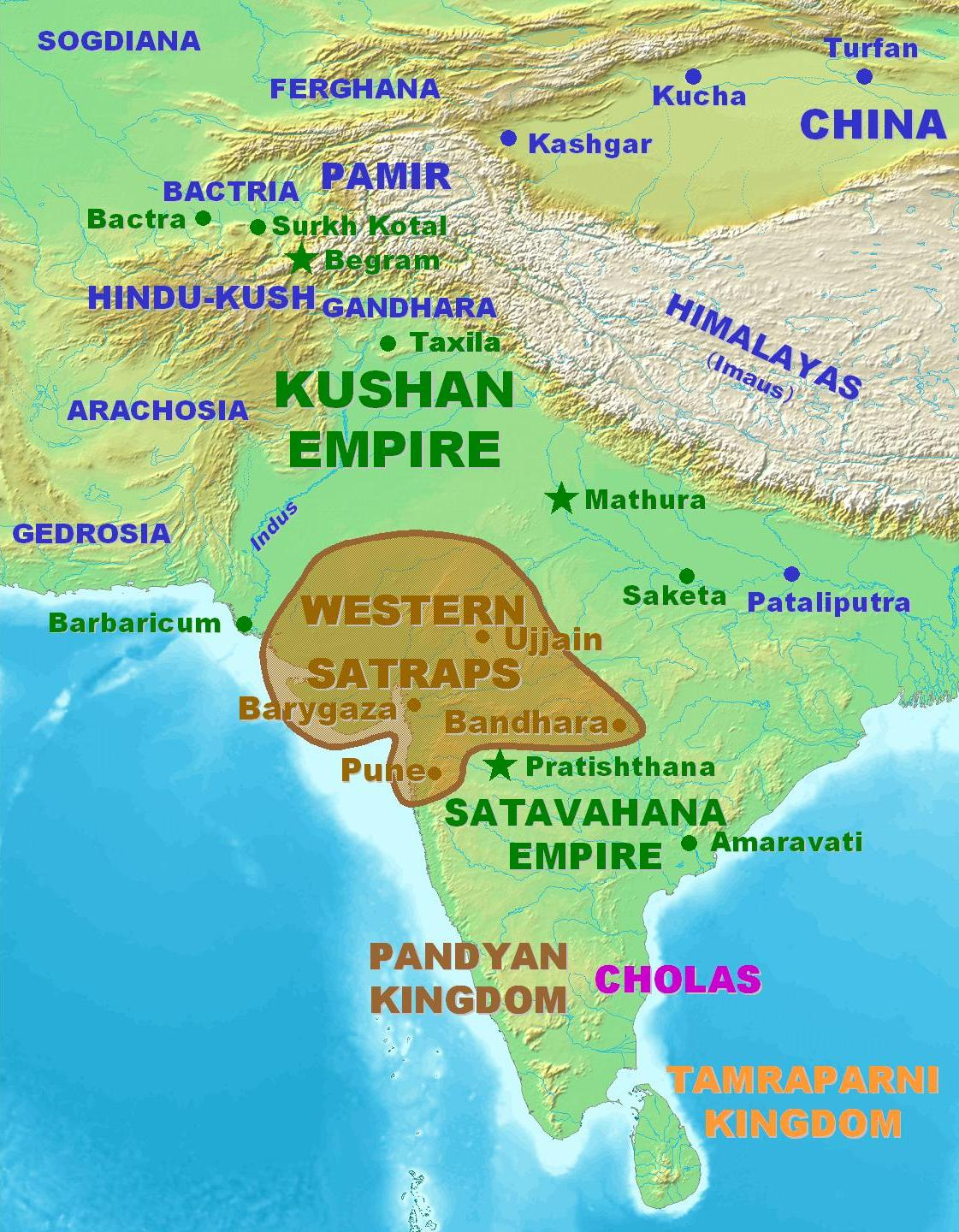

- Nahapana (119–124)
- Chashtana (c. 120)
- Rudradaman I (c. 130–150)
- Damajadasri I (170–175)
- Jivadaman (175, d. 199)
- Rudrasimha I (175–188, d. 197)
- Isvaradatta (188–191)
- Rudrasimha I (restored) (191–197)
- Jivadaman (restored) (197–199)
- Rudrasena I (200–222)
- Samghadaman (222–223)
- Damasena (223–232)
- Damajadasri II (232–239) és:
- Viradaman (234–238)
- Yasodaman I (239–240)
- Yasodaman II (240)
- Vijayasena (240–250)
- Damajadasri III (251–255)
- Rudrasena II (255–277)
- Visvasimha (277–282)
- Bhartridaman (282–295) és:
- Visvasena (293–304)
- Rudrasimha II (304–348) és:
- Yasodaman II (317–332)
- Rudradaman II (332–348)
- Rudrasena III (348–380)
- Simhasena (380–?)

## Padmavati Királyság(3–4. század)
- Vrisha-naga
- Vrishabha/Vrisha-bhava
- Bhima-naga, r. c. 210-230
- Skanda-naga
- Vasu-naga
- Brihaspati-naga
- Vibhu-naga
- Ravi-naga
- Bhava-naga
- Prabhakara-naga
- Deva-naga
- Vyaghra-naga
- Ganapati-naga

## Pallava Birodalom(275–882)

### Korai Pallavák (275–355)
- Simha Varman I (275–300 or 315–345)
- Skanda Varman I (345–355)

### Középső Pallavák (355–537)
- Visnugopa (350–355)
- Kumaravisnu I (355–370)
- Skanda Varman II (370–385)
- Vira Varman (385–400)
- Skanda Varman III (400–438)
- Simha Varman II (438–460)
- Skanda Varman IV (460–480)
- Nandi Varman I (480–500)
- Kumaravisnu II (c. 500–510)
- Buddha Varman (c. 510–520)
- Kumaravisnu III (c. 520–530)
- Simha Varman III (c. 530–537)

### Késői Pallavák (537–882)
- Simha Vishnu (537–570)
- Mahendra Varman I (571–630)
- Narasimha Varman I (Mamalla) (630–668)
- Mahendra Varman II (668–672)
- Paramesvara Varman I (672–700)
- Narasimha Varman II (Raja Simha) (700–728)
- Paramesvara Varman II (705–710)
- Nandi Varman II (Pallavamalla) (732–796)
- Thandi Varman (775–825)
- Nandi Varman III (825–869)
- Nirupathungan (869–882)
- Aparajitha Varman (882–901)

## Chandravalli Királyság(Kadamba-dinasztia, 345–525)

- Mayurasharma (Varma) (345–365)
- Kangavarma (365–390)
- Bagitarha (390–415)
- Raghu (415–435)
- Kakusthavarma (435–455)
- Santivarma (455–460)
- Mrigeshavarma (460–480)
- Shivamandhativarma (480–485)
- Ravivarma (485–519)
- Harivarma (519–525)
- Kadambas of Goa (–1345)
- Kadambas of Hangal (–1347)

## Északi Ganga-dinasztia(350–1024)

- Konganivarma Madhava (350–370)
- Madhava II (370–390)
- Harivarman (390–410)
- Vishnugopa (410–430)
- Tadangala Madhava (430–466)
- Avinita (466–495)
- Durvinita (495–535)
- Mushkara (535–585)
- Srivikrama (585–635)
- Bhuvikarma (635–679)
- Shivamara I (679–725)
- Sripurusha (725–788)
- Shivamara II (788–816)
- Rajamalla I (817–853)
- Nitimarga Ereganga (853–869)
- Rajamalla II (870–907)
- Ereyappa Nitimarga II (907–919)
- Narasimhadeva (919–925)
- Rajamalla III (925–935)
- Butuga II (935–960)
- Takkolam in (949)
- Maruladeva (960–963)
- Marasimha III (963–974)
- Rajamalla IV (974–985)
- Rakkasa Ganga (985–1024)

## Raj-dinasztia(c. 524–632 CE)
- Rai Diwa ji (Devaditya)
- Rai Sahiras (Shri Harsha)
- Rai Sahasi (Sinhasena)
- Rai Sahiras II
- Rai Sahasi II

## Vallabhi Királyság, Maitraka-dinasztia (470–776 CE)

- Bhatarka (c. 470–c. 492)
- Dharasena I (c. 493–c. 499)
- Dronasinha (c. 500–c. 520)
- Dhruvasena I (c. 520–c. 550)
- Dharapatta (c. 550–c. 556)
- Guhasena (c. 556–c. 570)
- Dharasena II (c. 570–c. 595)
- Siladitya I  (c. 595–c. 615)
- Kharagraha I (c. 615–c. 626)
- Dharasena III (c. 626–c. 640)
- Dhruvasena II (c. 640–c. 644)
- Dharasena IV (c. 644–c. 651)
- Dhruvasena III (c. 651–c. 656)
- Kharagraha II (c. 656–c. 662)
- Siladitya II (c. 662–?)
- Siladitya III
- Siladitya IV
- Siladitya V
- Siladitya VI
- Siladitya VII (c. 766–c. 776)

## Sakambhari Királyság,Csohan-dinasztia(6. század – 12. század)
- Vasu-deva (c. 6. század)
- Samanta-raja (c. 684–709)
- Nara-deva (c. 709–721)
- Ajaya-raja I (c. 721–734)
- Vigraha-raja I (c. 734–759)
- Chandra-raja I (c. 759–771)
- Gopendra-raja (c. 771–784)
- Durlabha-raja I (c. 784–809)
- Govinda-raja I (c. 809–836)
- Chandra-raja II (c. 836–863)
- Govindaraja II (c. 863–890)
- Chandana-raja (c. 890–917)
- Vakpati-raja (c. 917–944)
- Simha-raja (c. 944–971)
- Vigraha-raja II (c. 971–998)
- Durlabha-raja II (c. 998–1012)
- Govinda-raja III (c. 1012–1026)
- Vakpati-raja II (c. 1026–1040)
- Viryarama (c. 1040)
- Chamunda-raja (c. 1040–1065)
- Durlabha-raja III (c. 1065–1070)
- Vigraha-raja III (c. 1070–1090)
- Prithvi-raja I (c. 1090–1110)
- Ajaya-raja II (c. 1110–1135)
- Arno-raja (c. 1135–1150)
- Jagad-deva (c. 1150)
- Vigraha-raja IV (c. 1150–1164)
- Apara-gangeya (c. 1164–1165)
- Prithvi-raja II (c. 1165–1169)
- Someshvara (c. 1169–1178)
- Prithvi-raja III (c. 1178–1192)
- Govinda-raja IV (c. 1192)
- Hari-raja (c. 1193–1194)

## Csálukja-dinasztia(543–1156)

### BádámiCsálukják (543–757)
- Pulakeshin I (543–566)
- Kirtivarman I (566–597)
- Mangalesha (597–609)
- Pulakeshin II (609–642)
- Vikramaditya I (655–680)
- Vinayaditya (680–696)
- Vijayaditya (696–733)
- Vikramaditya II (733–746)
- Kirtivarman II (746–757)

### KalyaniCsálukják (973–1156)
- Tailapa alias Ahavamalla (973–997)
- Satyashraya (997–1008)
- Vikramaditya V (1008–1014)
- Ayyana (1014–1015)
- Jayasimha II (1015–1042)
- Someshvara I (1042–1068)
- Someshvara II (1068–1076)
- Vikramaditya VI (1076–1127)
- Someshvara III (1127–1138)
- Jagadekamalla (1138–1151)
- Tailapa (1151–1156)
- Someshvara IV (1183–1189)

## Sasanka Királyság(600–626)
- Shashanka (600–625)
- Manava (625–626)

## Harsa Birodalom(606–647)
- Harsha Vardhana (606–647)

## Gurdzsara-Pratihara Királyság(650–1036)

- Dadda I-II-III (650–750)
- Nagabhata I (750–780)
- Vatsaraja (780–800)
- Nagabhata II (800–833)
- Ramabhadra (833–836)
- Mihira Bhoja (836–890)
- Mahendrapala I (890–910)
- Bhoja II (910–913)
- Mahipala I (913–944)
- Mahendrapala II (944–948)
- Devpala (948–954)
- Vinaykpala (954–955)
- Mahipala II (955–956)
- Vijaypala II (956–960)
- Rajapala (960–1018)
- Trilochanpala (1018–1027)
- Jasapala (Yashpala) (1024–1036)

## Rastrakuta Királyság(735–982)
- Dantidurga (735–756)
- Krishna I (756–774)
- Govinda II (774–780)
- Dhruva Dharavarsha (780–793)
- Govinda III (793–814)
- Amoghavarsha I (814–878)
- Krishna II Akalavarsha (878–914)
- Indra III (914–929)
- Amoghavarsha II (929–930)
- Govinda IV (930–935)
- Amoghavarsha III (934–939)
- Krishna III (939–967)
- Khottiga Amoghavarsha (967–972)

- Karka II Amoghhavarsha IV (972–973)
- Indra IV (973–982)

## Pála Birodalom (c. 750–1174)

## Paramara Királyság(9. század – c. 1305)
- Upendra, 9. század
- Vairisimha (I), 9. század
- Siyaka (I), 9. század
- Vakpati (I), 10. század
- Vairisimha (II), 10. század
- Siyaka (II), 948–972
- Vakpati (II) másnéven Munja, 972–990s
- Sindhuraja, 990s–1010
- Bhoja, 1010–1055
- Jayasimha I, 1055–1070
- Udayaditya, 1070–1086
- Lakshmadeva, 1086–1094
- Naravarman, 1094–1130
- Yashovarman, 1133–1142
- Jayavarman I, 1142–1143
- Interregnum, 1144–1174
- Vindhyavarman, 1175–1194
- Subhatavarman, 1194–1209
- Arjunavarman I, 1210–1215
- Devapala, 1218–1239
- Jaitugideva, 1239–1255
- Jayavarman II, 1255–1274
- Arjunavarman II, 13. század
- Bhoja II, 13. század
- Mahlakadeva, died 1305

## Hojszala Királyság (1000–1346)

## Devagiri Királyság(850–1334)
- Dridhaprahara
- Seunachandra (850–874)
- Dhadiyappa (874–900)
- Bhillama I (900–925)
- Vadugi (Vaddiga) (950–974)
- Dhadiyappa II (974–975)
- Bhillama II (975–1005)
- Vesugi I (1005–1020)
- Bhillama III (1020–1055)
- Vesugi II (1055–1068)
- Bhillama III (1068)
- Seunachandra II (1068–1085)
- Airamadeva (1085–1115)
- Singhana I (1115–1145)
- Mallugi I (1145–1150)
- Amaragangeyya (1150–1160)
- Govindaraja (1160)
- Amara Mallugi II (1160–1165)
- Kaliya Ballala (1165–1173)
- Bhillama V (1173–1192)
- Jaitugi I (1192–1200)
- Singhana II (1200–1247)
- Kannara (1247–1261)
- Mahadeva (1261–1271)
- Amana (1271)
- Ramachandra (1271–1312)
- Singhana III (1312–1313)
- Harapaladeva (1313–1318)
- Mallugi III (1318–1334)

### Sahi dinasztia(c. 890–1026)
- Lalliya (c. 890–895)
- Kamaluka (895–921)
- Bhima (921–964)
- Jayapala (964–1001)
- Anandapala (1001–1011)
- Trilochanpala (1011–1022)
- Bhímapála (1022–1026)

## Csandra Királyság(900-1050)
- Traillokyachandra (900–930)
- Srichandra (930–975)
- Kalyanachandra (975–1000)
- Ladahachandra (1000–1020)
- Govindachandra

## Szena KirályságBengáliában(1070–1230)
- Hemanta Sen (1070–1096)
- Vijay Sen (1096–1159)
- Ballal Sen (1159–1179)
- Lakshman Sen (1179–1206)
- Vishwarup Sen (1206–1225)
- Keshab Sen (1225–1230)

## Keleti Ganga Királyság(1078–1434)
- Anantavarman Chodaganga (1078–1147)
- Ananga Bhima Deva II (1170–1198)
- Anangabhima Deva III (1211–1238)
- Narasimha Deva I (1238–1264)
- Bhanu Deva I (1264–1279)
- Narasimha Deva II (1279–1306)
- Bhanu Deva II (1306–1328)
- Narasimha Deva III (1328–1352)
- Bhanu Deva III (1352–1378)
- Narasimha Deva IV (1378–1414)
- Bhanu Deva IV (1414–1434)

## Kakatija Királyság(1083–1323)
- Beta I (1000–1030)
- Prola I (1030–1075)
- Beta II (1075–1110)
- Prola II (1110–1158)
- Prataparudra I/Rudradeva I (1158–1195)
- Mahadeva (1195–1198)
- Ganapathi deva (1199–1261)
- Rudrama devi (1262–1296)
- Prataparudra II/ Rudradeva II (1296–1323)

## Kaljani Királyság(1130–1184)
- Bijjala II (1130–1167)
- Sovideva (1168–1176)
- Mallugi
- Sankama (1176–1180)
- Ahavamalla (1180–83)
- Singhana (1183–84)

## Csutija Királyságkelet Asszámban (1187–1524)
- Birpal (1187–1224)
- Ratnadhwajpal	(1224–1250)
- Vijayadhwajpal (1250–1278)
- Vikramadhwajpal (1278–1302)
- Gauradhwajpal	(1302–1322)
- Sankhadhwajpal (1322–1343)
- Mayuradhwajpal (1343–1361)
- Jayadhwajpal (1361–1383)
- Karmadhwajpal	(1383–1401)
- Satyanarayan (1401–1421)
- Laksminarayan	(1421–1439)
- Dharmanarayan	(1439–1458)
- Pratyashnarayan (1458–1480)
- Purnadhabnarayan (1480–1502)
- Dharmadhajpal	(1502–1522)
- Nitypal (1522–1524)

## Bana Királyság(c. 1190–1260)

### Kadavadinasztia (c. 1216–1279)
- Kopperunchinga I (c. 1216 – 1242)
- Kopperunchinga II (c. 1243 – 1279)

## Delhi Szultanátus (1206–1526)

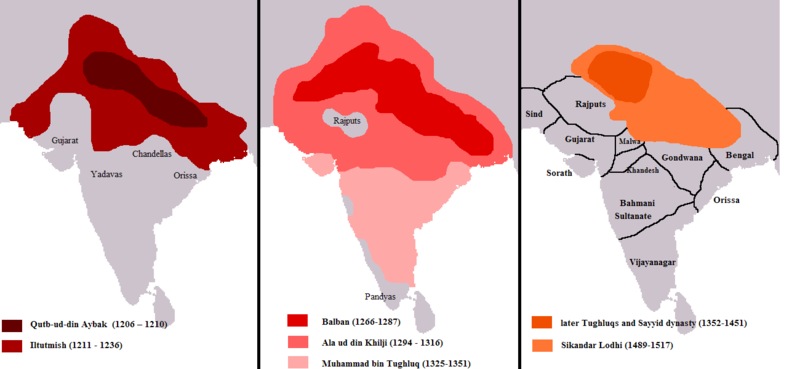

## Malwa Szultanátus(1392–1562)

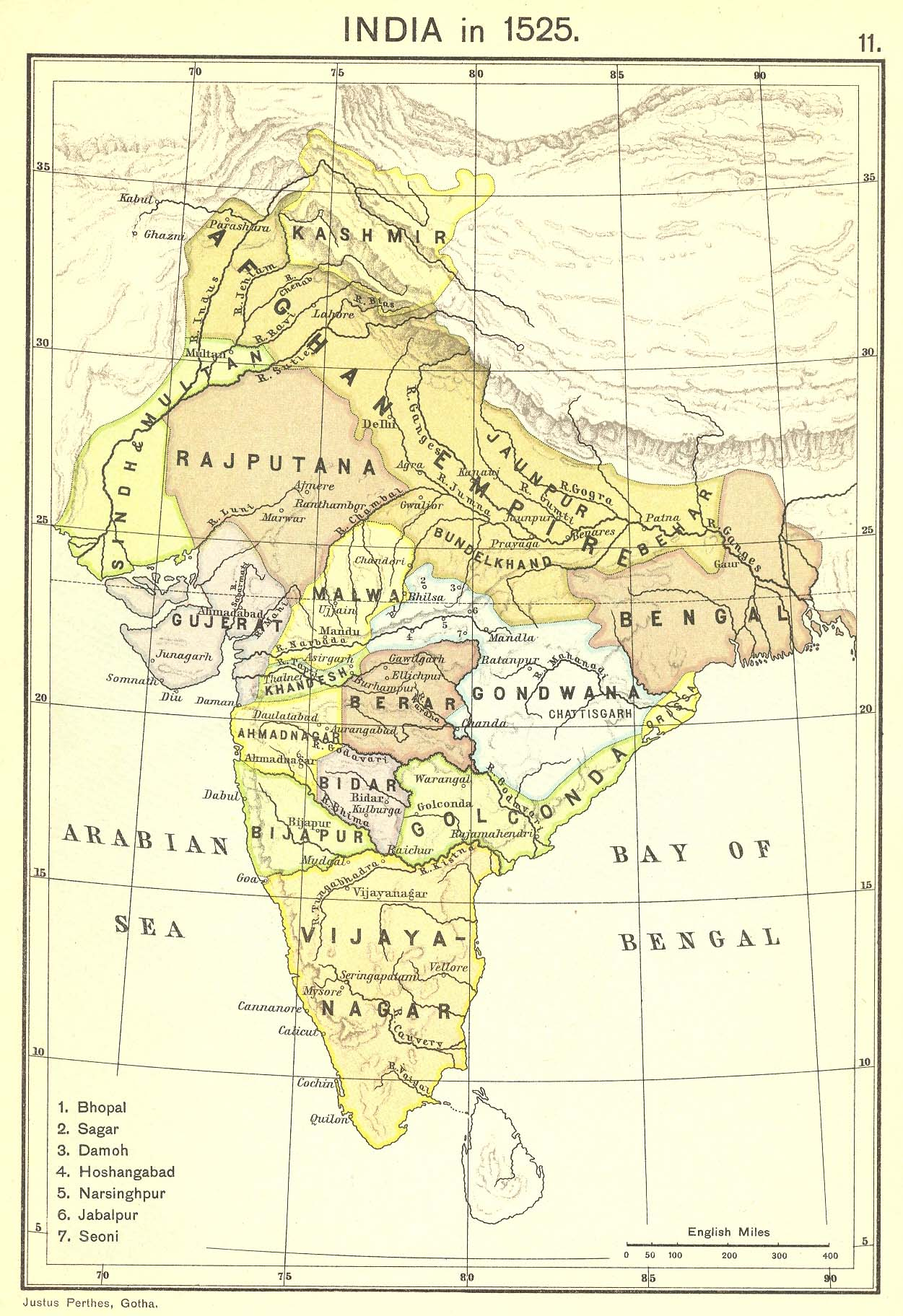

| Uralkodó               | Születési idő | Halálozási idő | Uralkodási idő | Megjegyzés      |
| ---------------------- | ------------- | -------------- | -------------- | --------------- |
| Dilavar Khan Husain    | ?             | 1405           | 1390 – 1405    | Ghuri-dinasztia |
| Hoshang Shah           | ?             | 1435           | 1405 – 1435    | Ghuri-dinasztia |
| Ghazni Khan Muhamnmad  | ?             | 1436           | 1435 – 1436    | Ghuri-dinasztia |
| Mas'ud Khan            | ?             | 1436           | 1436           | Ghuri-dinasztia |
| I. Mahmud Shah         | ?             | 1469           | 1436 – 1469    |                 |
| Ghiyath Shah           | ?             | 1500           | 1469 – 1500    |                 |
| Nasr Shah              | ?             | 1511           | 1500 – 1511    |                 |
| II. Mahmud Shah        | ?             | 1530           | 1511 – 1530    |                 |
| 1530–1537: Interregnum |               |                |                |                 |
| Qadir Shah             | ?             | 1542           | 1537 – 1542    |                 |
| Shuja'at Khan          | ?             | 1555           | 1542 – 1555    |                 |
| Baz Bahadur            | ?             | 1562           | 1555 – 1562    |                 |

## Gudzsarati Szultanátus(1391–1583)
| Uralkodó                    | Születési idő | Halálozási idő     | Uralkodási idő | Megjegyzés |
| --------------------------- | ------------- | ------------------ | -------------- | ---------- |
| I. Muzaffar Shah            | ?             | 1411               | 1391 – 1403    |            |
| I. Muhammad Shah            | ?             | 1404               | 1403 – 1404    |            |
| I. Muzaffar Shah (2x)       | ?             | 1411               | 1404 – 1411    |            |
| I. Ahmad Shah               | 1389          | 1442               | 1411 – 1442    |            |
| II. Muhammad Shah           | ?             | 1451               | 1442 – 1451    |            |
| II. Ahmad Shah              | 1429          | 1458. máj.         | 1451 – 1458    |            |
| Daud Shah                   | ?             | 1458               | 1458           |            |
| Mahmud Begada               | 1445          | 1511. nov. 23.     | 1458 – 1511    |            |
| II. Muzaffar Shah           | ?             | 1526. ápr. 5.      | 1511 – 1526    |            |
| Sikandar Shah               | ?             | 1526. máj. 30.     | 1526           |            |
| II. Mahmud Shah             | ?             | 1526               | 1526           |            |
| Bahadur Shah                | ?             | 1537. febr.        | 1526 – 1535    |            |
| 1535–1536: Nagymogul uralom |               |                    |                |            |
| Bahadur Shah (2x)           | ?             | 1537. febr.        | 1536 – 1537    |            |
| Miran Muhammad Faruqi       | ?             | 1537               | 1537           |            |
| III. Mahmud Shah            | 1526          | 1554               | 1537 – 1554    |            |
| III. Ahmad Shah             | ?             | 1561               | 1554 – 1561    |            |
| III. Muzaffar Shah          | ?             | 1592. december 24. | 1561 – 1573    |            |
| 1573–1583: Nagymogul uralom |               |                    |                |            |
| III. Muzaffar Shah (2x)     | ?             | 1592. december 24. | 1583           |            |

## Bahmani Szultanátus(1347–1527)

| Uralkodó               | Születési idő | Halálozási idő  | Uralkodási idő | Megjegyzés |
| ---------------------- | ------------- | --------------- | -------------- | ---------- |
| Ala-ud-Din Bahman Shah | ?             | 1358. febr. 11. | 1347 – 1358    |            |
| I. Mohammed Shah       | ?             | 1375. ápr. 21.  | 1358 – 1375    |            |
| Mujahid Shah           | ?             | 1378. ápr. 16.  | 1375 – 1378    |            |
| I. Daud Shah           | ?             | 1378. máj. 22.  | 1378           |            |
| II. Muhammad Shah      | ?             | 1397. ápr. 20.  | 1378 – 1397    |            |
| Tahmatan Shah          | ?             | 1397. jún. 14.  | 1397           |            |
| II. Daud Shah          | ?             | 1397. nov. 15.  | 1397           |            |
| Firuz Shah             | ?             | 1422. okt. 1.   | 1397 – 1422    |            |
| I. Ahmad Shah          | ?             | 1436. ápr. 17.  | 1422 – 1435    |            |
| II. Ahmad Shah         | ?             | 1458. máj. 6.   | 1436 – 1458    |            |
| Humayun Shah           | ?             | 1461. szept. 4. | 1458 – 1461    |            |
| III. Ahmad Shah        | 1453          | 1463. júl. 30.  | 1461 – 1463    |            |
| III. Muhammad Shah     | ?             | 1482. márc. 26. | 1463 – 1482    |            |
| II. Mahmood Shah       | ?             | 1518. dec. 27.  | 1482 – 1518    |            |
| IV. Ahmad Shah         | ?             | 1520. dec. 15.  | 1518 – 1520    |            |
| Ala-ud-din Shah        | ?             | 1522. márc. 5.  | 1520 – 1522    |            |
| Waliullah Shah         | ?             | 1526            | 1522 – 1524    |            |
| Kalimullah Shah        | ?             | 1527            | 1524 – 1527    |            |

## A Bahmani Szultanátus utódállamai

### Barid Sahi-dinasztia(Bidari Szultanátus, 1489–1619)
| Uralkodó             | Születési idő | Halálozási idő | Uralkodási idő | Megjegyzés |
| -------------------- | ------------- | -------------- | -------------- | ---------- |
| I. Qasim Barid       | ?             | 1504           | 1489 – 1504    |            |
| I. Amir Barid        | ?             | 1542           | 1504 – 1542    |            |
| I. Ali Barid Shah    | ?             | 1580           | 1542 – 1580    |            |
| Ibrahim Barid Shah   | ?             | 1587           | 1580 – 1587    |            |
| II. Qasim Barid Shah | ?             | 1591           | 1587 – 1591    |            |
| II. Ali Barid Shah   | ?             | 1591           | 1591           |            |
| II. Amir Barid Shah  | ?             | 1601           | 1591 – 1601    |            |
| III. Ali Barid Shah  | ?             | 1609           | 1601 – 1609    |            |
| III. Amir Barid Shah | ?             | 1619           | 1609 – 1619    |            |

### Imad Sahi-dinasztia(Berári Szultanátus, 1490–1574)
| Uralkodó               | Születési idő | Halálozási idő | Uralkodási idő | Megjegyzés |
| ---------------------- | ------------- | -------------- | -------------- | ---------- |
| Fathullah Imad-ul-Mulk | ?             | 1504           | 1490 – 1504    |            |
| Aladdin Imad Shah      | ?             | 1530           | 1504 – 1530    |            |
| Darya Imad Shah        | ?             | 1562           | 1530 – 1562    |            |
| Burhan Imad Shah       | ?             | 1574           | 1562 – 1574    |            |
| Tufal Khan             | ?             | 1574           | 1574           |            |

### Adil Sahi-dinasztia(Bidzsápuri Szultanátus, 1490–1686)
| Uralkodó             | Születési idő | Halálozási idő   | Uralkodási idő | Megjegyzés |
| -------------------- | ------------- | ---------------- | -------------- | ---------- |
| Yusuf Adil Shah      | ?             | 1511             | 1490 – 1511    |            |
| Ismail Adil Shah     | 1498          | 1534. aug. 27.   | 1511 – 1534    |            |
| Mallu Adil Shah      | ?             | 1534             | 1534           |            |
| I. Ibrahim Adil Shah | ?             | 1558             | 1534 – 1558    |            |
| I. Ali Adil Shah     | ?             | 1579             | 1558 – 1579    |            |
| I. Ibrahim Adil Shah | 1571          | 1627. szept. 12. | 1580 – 1627    |            |
| Mohammed Adil Shah   | 1601          | 1656. nov. 4.    | 1627 – 1656    |            |
| II. Ali Adil Shah    | ?             | 1672. nov. 24.   | 1657 – 1672    |            |
| Sikandar Adil Shah   | ~1668         | ~1700            | 1672 – 1686    |            |

### Nizám Sahi-dinasztia(Ahmadnagari Szultanátus, 1490–1636)
| Uralkodó                | Születési idő | Halálozási idő | Uralkodási idő | Megjegyzés |
| ----------------------- | ------------- | -------------- | -------------- | ---------- |
| I. Ahmad Nizam Shah     | ?             | 1510           | 1490 – 1510    |            |
| I. Burhan Nizam Shah    | 1502          | 1553           | 1510 – 1553    |            |
| I. Hussain Nizam Shah   | ?             | 1565           | 1553 – 1565    |            |
| I. Murtaza Nizam Shah   | ?             | 1588           | 1565 – 1588    |            |
| II. Hussain Nizam Shah  | ?             | 1589           | 1588 – 1589    |            |
| Ismail Nizam Shah       | ?             | 1591           | 1589 – 1591    |            |
| II. Burhan Nizam Shah   | ?             | 1595           | 1591 – 1595    |            |
| Ibrahim Nizam Shah      | ?             | 1596           | 1595 – 1596    |            |
| II. Ahmad Nizam Shah    | ?             | 1596           | 1596           |            |
| Bahadur Nizam Shah      | ?             | 1600           | 1596 – 1600    |            |
| II. Murtaza Nizam Shah  | ?             | 1610           | 1600 – 1610    |            |
| III. Burhan Nizam Shah  | ?             | 1631           | 1610 – 1631    |            |
| III. Hussain Nizam Shah | ?             | 1633           | 1631 – 1633    |            |
| III. Murtaza Nizam Shah | ?             | 1636           | 1633 – 1636    |            |

### Kutb Sahi-dinasztia(Golkondai Szultanátus, 1518–1687)

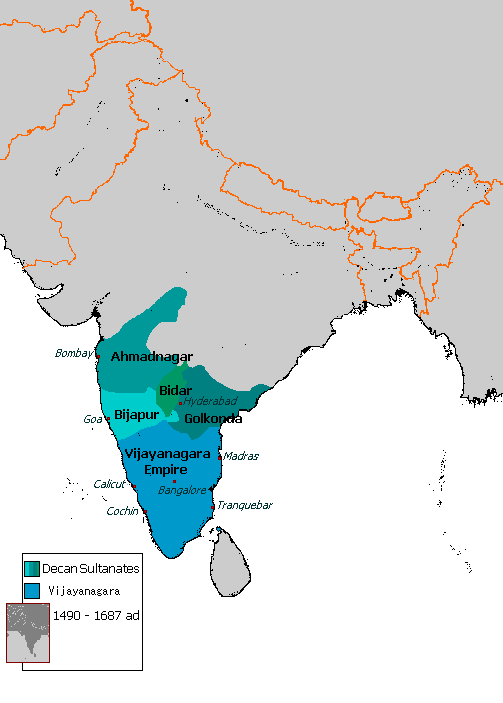

| Uralkodó                  | Születési idő | Halálozási idő  | Uralkodási idő | Megjegyzés |
| ------------------------- | ------------- | --------------- | -------------- | ---------- |
| Sultan Quli Qutbl Mulk    | 1470          | 1543. szept. 2. | 1518 – 1543    |            |
| Jamsheed Quli Qutb Shah   | ?             | 1550. jan. 22.  | 1543 – 1550    |            |
| Subhan Quli Qutb Shah     | 1543          | 1550            | 1550           |            |
| Ibrahim Quli Qutub Shah   | 1518          | 1580. jún. 5.   | 1550 – 1580    |            |
| Muhammad Quli Qutb Shah   | 1565          | 1612. jan. 11.  | 1580 – 1612    |            |
| Sultan Muhammad Qutb Shah | 1593          | 1626            | 1612 – 1626    |            |
| Abdullah Qutb Shah        | 1614          | 1672. ápr. 21.  | 1626 – 1672    |            |
| Abul Hasan Qutb Shah      | ?             | 1699            | 1672 – 1687    |            |

## Ahom-dinasztiaAsszámban(1228–1826)
- Sukaphaa (1228–1268)
- Suteuphaa	(1268–1281)
- Subinphaa (1281–1293)
- Sukhaangphaa (1293–1332)
- Sukhrampha (1332–1364)
- Interregnum (1364–1369)
- Sutuphaa (1369–1376)
- Interregnum (1376–1380)
- Tyao Khamti (1380–1389)
- Interregnum (1389–1397)
- Sudangphaa (1397–1407)
- Sujangphaa (1407–1422)
- Suphakphaa (1422–1439)
- Susenphaa (1439–1488)
- Suhenphaa (1488–1493)
- Supimphaa (1493–1497)
- Swarganarayan (1497–1539)
- Suklenmung (1539–1552)
- Sukhaamphaa (1552–1603)
- Pratap Singha (1603–1641)
- Jayaditya Singha (1641–1644)
- Sutingphaa (1644–1648)
- Jayadhwaj Singha (1648–1663)
- Chakradhwaj Singha (1663–1670)
- Udayaaditya Singha (1670–1672)
- Ramadhwaj Singha (1672–1674)
- Suhunga (1674–1675)
- Gobar (1675–1675)
- Sujinphaa (1675–1677)
- Sudoiphaa (1677–1679)
- Ratnadhwaj Singha (1679–1681)
- Gadadhar Singha (1681–1696)
- Rudra Singha (1696–1714)
- Siba Singha (1714–1744)
- Pramatta Singha (1744–1751)
- Rajeswar Singha (1751–1769)
- Lakshmi Singha (1769–1780)
- Gaurinath Singha (1780–1795)
- Kamaleswar Singha (1795–1811)
- Chandrakanta Singha (1811–1818)
- Purandar Singha (1818–1819)
- Chandrakanta Singha (1819–1821)
- Jogeshwar Singha (1821–1822)
- Purandar Singha (1833–1838)

## Musunuri Najakok (1323–1368)
- Musunuri Prolaya Nayudu (1323–1333)
- Musunuri Kapaya Nayak (1333–1368)

## Vidzsajangar Királyság (1336–1646)

## Reddj-dinasztia(1325–1448)

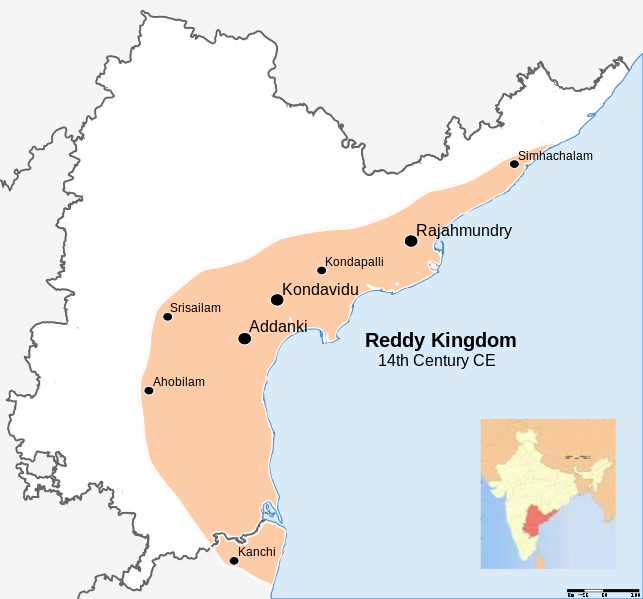

- Prolaya Vema Reddy (1325–1335)
- Anavota Reddy (1335–1364)
- Anavema Reddy (1364–1386)
- Kumaragiri Reddy (1386–1402)
- Kataya Vema Reddy (1395–1414)
- Allada Reddy (1414–1423)
- Veerabhadra Reddy (1423–1448)

## Wodejar-dinasztia(Maiszúri Királyság, első uralkodás, 1399–1761)

| Uralkodó                   | Születési idő     | Halálozási idő  | Uralkodási idő | Megjegyzés                                        |
| -------------------------- | ----------------- | --------------- | -------------- | ------------------------------------------------- |
| Yaduraya                   | 1371              | 1423            | 1399 – 1423    |                                                   |
| I. Chamaraja               | 1408              | 1459            | 1423 – 1459    |                                                   |
| I. Thimmaraja              | 1433              | 1478            | 1459 – 1478    |                                                   |
| II. Chamaraja              | 1463              | 1513            | 1478 – 1513    |                                                   |
| III. Chamaraja             | 1492. szept. 298. | 1553. febr. 17. | 1513 – 1553    |                                                   |
| II. Thimmaraja             | 1507              | 1572            | 1553 – 1572    |                                                   |
| IV. Chamaraja              | 1507. júl. 25.    | 1576. nov. 9.   | 1572 – 1576    |                                                   |
| Bettada Devaraja           | ?                 | 1578            | 1576 – 1578    |                                                   |
| I. Raja                    | 1552. jún. 2.     | 1617. jún. 20.  | 1578 – 1617    |                                                   |
| V. Chamaraja               | 1603. ápr. 21.    | 1637. máj. 2.   | 1617 – 1637    |                                                   |
| II. Raja                   | 1612. máj. 26.    | 1638. okt. 8.   | 1637 – 1638    |                                                   |
| I. Kantheerava Narasaraja  | 1615. máj. 2.     | 1659. júl. 31.  | 1638 – 1659    |                                                   |
| Dodda Devaraja             | 1627. máj. 25.    | 1673. febr. 11. | 1659 – 1673    |                                                   |
| Chikka Devaraja            | 1645. szept. 22.  | 1704. nov. 16.  | 1673 – 1704    |                                                   |
| II. Kantheerava Narasaraja | 1672. dec. 27.    | 1714. febr. 18. | 1704 – 1714    |                                                   |
| I. Krishnaraja             | 1702. márc. 18.   | 1732. márc. 5.  | 1714 – 1732    |                                                   |
| VI. Chamaraja              | 1704              | 1734            | 1732 – 1734    |                                                   |
| II. Krishnaraja            | 1728              | 1766. ápr. 25.  | 1734 – 1766    | 1761-től Hajder Ali fennhatósága alatt.           |
| Nanajaraja                 | 1748              | 1770. aug. 2.   | 1766 – 1770    | Hajder Ali fennhatósága alatt.                    |
| VII. Chamaraja             | 1759. aug. 27.    | 1776. szept. 6. | 1770 – 1776    | Hajder Ali fennhatósága alatt.                    |
| VIII. Chamaraja            | 1774. febr. 28.   | 1796. ápr. 17.  | 1776 – 1796    | Hajder Ali, majd Tipu Szultán fennhatósága alatt. |

### Hajder Ali dinasztiájaMaiszúrban(1761–1799)
| Uralkodó     | Születési idő  | Halálozási idő | Uralkodási idő | Megjegyzés |
| ------------ | -------------- | -------------- | -------------- | ---------- |
| Hajder Ali   | ~1720          | 1782. dec. 7.  | 1761 – 1782    |            |
| Tipu Szultán | 1750. nov. 20. | 1799. máj. 4.  | 1782 – 1799    |            |

### Wodejar-dinasztia (második uralkodás, 1799–1950)
| Uralkodó              | Születési idő   | Halálozási idő   | Uralkodási idő | Megjegyzés |
| --------------------- | --------------- | ---------------- | -------------- | ---------- |
| III. Krishnaraja      | 1794. júl. 14.  | 1868. márc. 27.  | 1799 – 1868    |            |
| IX. Chamaraja         | 1863. febr. 22. | 1894. dec. 28.   | 1868 – 1894    |            |
| Vani Vilas Sannidhana | 1866            | 1934. júl. 7.    | 1894 – 1902    | régens     |
| IV. Krishnaraja       | 1884. jún. 4.   | 1940. aug. 3.    | 1894 – 1940    |            |
| Jayachamaraja         | 1919. júl. 18.  | 1974. szept. 23. | 1940 – 1950    |            |

## GadzsapatiKirályság (1434–1541)
| Uralkodó          | Uralkodási idő | Megjegyzés |
| ----------------- | -------------- | ---------- |
| Kapilendra Deva   | 1434 – 1467    |            |
| Purushottama Deva | 1467 – 1497    |            |
| Prataparudra Deva | 1497 – 1540    |            |
| Kalua Deva        | 1540 – 1541    |            |
| Kakharua Deva     | 1541           |            |

## Kocsínmaharadzsái (1503–1964)
1. Unniraman Koyikal I (?–1503)
2. Unniraman Koyikal II (1503–1537)
3. Veera Kerala Varma (1537–1565)
4. Keshava Rama Varma (1565–1601)
5. Veera Kerala Varma (1601–1615)
6. Ravi Varma I (1615–1624)
7. Veera Kerala Varma (1624–1637)
8. Godavarma (1637–1645)
9. Veerarayira Varma (1645–1646)
10. Veera Kerala Varma (1646–1650)
11. Rama Varma I (1650–1656)
12. Rani Gangadharalakshmi (1656–1658)
13. Rama Varma II (1658–1662)
14. Goda Varma (1662–1663)
15. Veera Kerala Varma (1663–1687)
16. Rama Varma III (1687–1693)
17. Ravi Varma II (1693–1697)
18. Rama Varma IV (1697–1701)
19. Rama Varma V (1701–1721)
20. Ravi Varma III (1721–1731)
21. Rama Varma VI (1731–1746)
22. Veera Kerala Varma I (1746–1749)
23. Rama Varma VII (1749–1760)
24. Veera Kerala Varma II (1760–1775)
25. Rama Varma VIII (1775–1790)
26. Shaktan Thampuran (Rama Varma IX) (1790–1805)
27. Rama Varma X (1805–1809) – Vellarapalli-yil Theepetta Thampuran
28. Veera Kerala Varma III (1809–1828) – Karkidaka Maasathil Theepetta Thampuran
29. Rama Varma XI (1828–1837) – Thulam-Maasathil Theepett1a Thampuran
30. Rama Varma XII (1837–1844) – Edava-Maasathil Theepett1a Thampuran
31. Rama Varma XIII (1844–1851) – Thrishur-il Theepetta Thampuran
32. Veera Kerala Varma IV (1851–1853) – Kashi-yil Theepetta Thampuran
33. Ravi Varma IV (1853–1864) – Makara Maasathil Theepetta Thampuran
34. Rama Varma XIV (1864–1888) – Mithuna Maasathil Theepetta Thampuran
35. Kerala Varma V (1888–1895) – Chingam Maasathil Theepetta Thampuran
36. Rama Varma XV (1895–1914) – a.k.a. Rajarshi, abdicated
37. Rama Varma XVI (1915–1932) – Madrasil Theepetta Thampuran
38. Rama Varma XVII (1932–1941) – Dhaarmika Chakravarthi, Chowara-yil Theepetta Thampuran
39. Kerala Varma VI (1941–1943) – Midukkan Thampuran
40. Ravi Varma V (1943–1946) – Kunjappan Thampuran
41. Kerala Varma VII (1946–1948) – Ikya-Keralam Thampuran
42. Rama Varma XVIII (1948–1964) – Pareekshit Thampuran

## Mogul Birodalom (1526–1857)

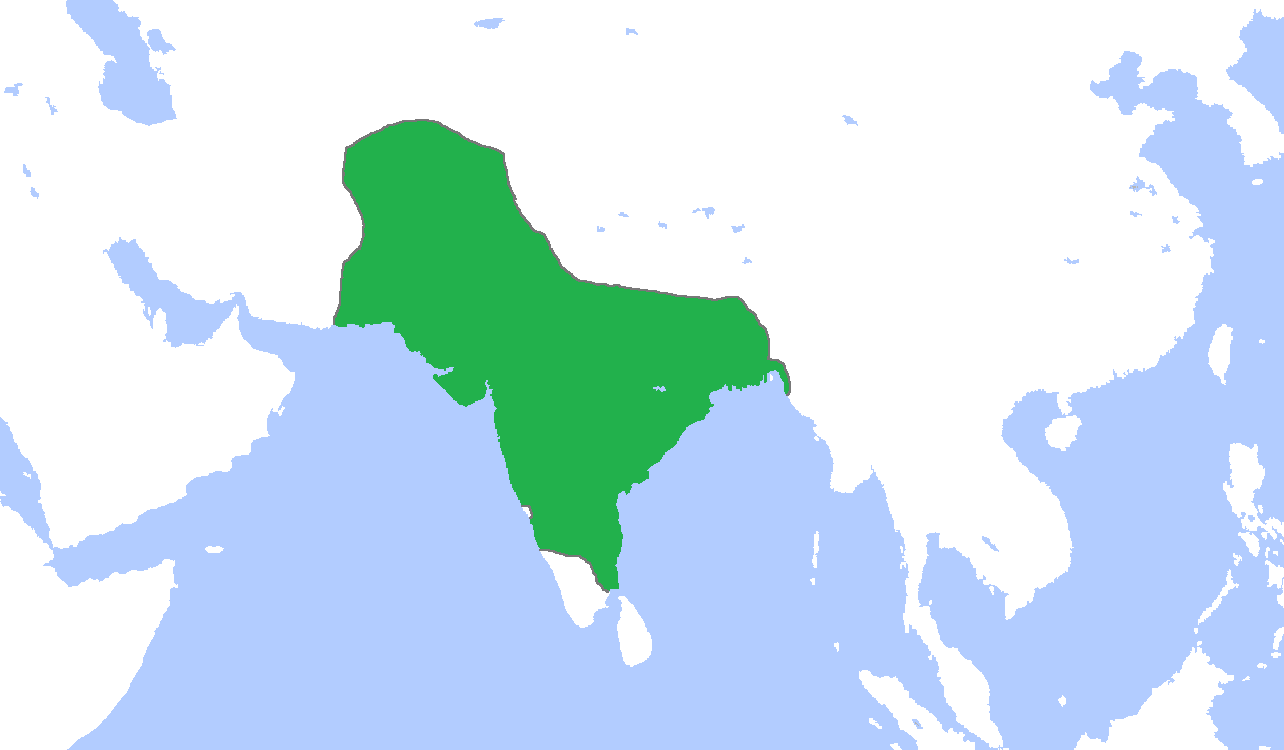

## Mewar-dinasztia

### Mewar(Sisodia)
- Bappa Rawal (728–753)
- Khumman (753–773)
- Mathatt (773–790)
- Bhathabhatt (790–813)
- Rawal singh (813–820)
- Khumman II (820–853)
- Mahayak (853–878)
- 853–1172 – gyenge uralkodók
- Samanta Singh (1172–1179)
- Khumar, Manthan, Padam Singh (1179–1213)
- Jaitra Singh (1213–1261)
- Teja Singh (1261–1273)
- Samar Singh (1273–1301)
- Ratan Singh (1301–1303)
- Hammir Singh (1326–1364)
- Kshetra Singh (1364–1382)
- Lakha Singh (1382–1421)
- Mokal Singh (1421–1433)
- Rana Kumbha (1433–1468)
- Udai Singh I (1468–1473)
- Rana Raimal (1473–1508)
- Rana Sanga (1508–1527)
- Ratan Singh II (1528–1531)
- Vikramaditya Singh (1531–1536)
- Vanvir Singh (1536–1540)
- Udai Singh II (1540–1572)
- Maharana Pratap (1572–1597)
- Amar Singh I (1597–1620)
- Karan Singh II (1620–1628)
- Jagat Singh I (1628–1652)
- Raj Singh I (1652–1680)
- Jai Singh (1680–1698)
- Amar Singh II (1698–1710)
- Sangram Singh II (1710–1734)
- Jagat Singh II (1734–1751)
- Pratap Singh II (1751–1754)
- Raj Singh II (1754–1762)
- Ari Singh II (1762–1772)
- Hamir Singh II (1772–1778)
- Bhim Singh (1778–1828)
- Jawan Singh (1828–1838)
- Shambhu Singh (1861–1874)
- Sajjan Singh (1874–1884)
- Fateh Singh (1884–1930)
- Bhupal Singh (1930–1947)

## Szúri Birodalom (1540–1555)

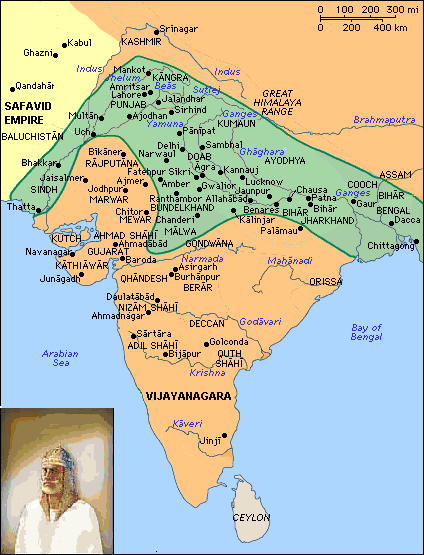

## Szikkimiésladakiuralkodók, acsogyalok(1642–1975)
- 1. 1642–1670 Phuntsog Namgyal
- 2. 1670–1700 Tensung Namgyal
- 3. 1700–1717 Chakdor Namgyal
- 4. 1717–1733 Gyurmed Namgyal
- 5. 1733–1780 Phuntsog Namgyal II
- 6. 1780–1793 Tenzing Namgyal
- 7. 1793–1863 Tsugphud Namgyal
- 8. 1863–1874 Sidkeong Namgyal
- 9. 1874–1914 Thutob Namgyal
- 10. 1914 Sidkeong Tulku Namgyal
- 11. 1914–1963 Tashi Namgyal

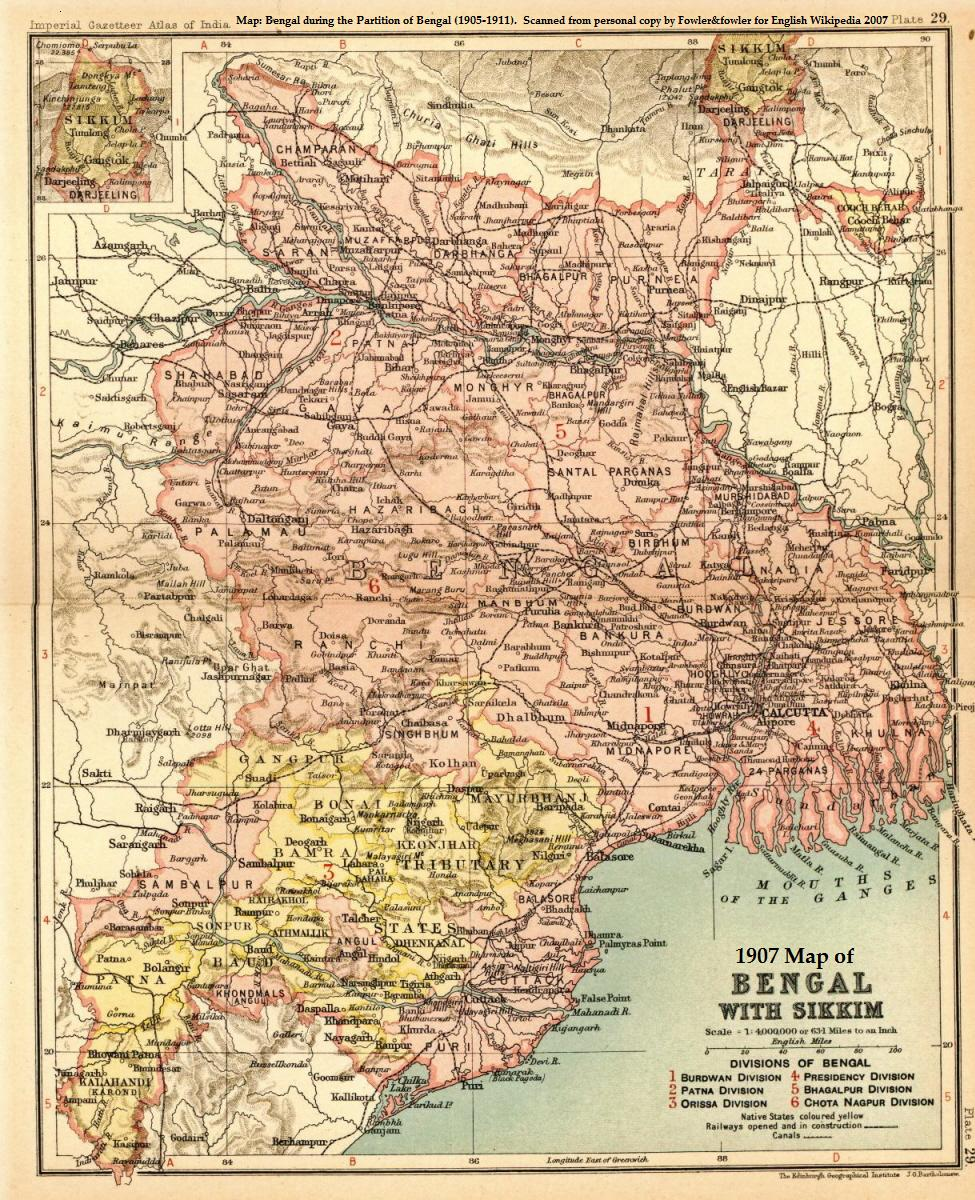

- 12. 1963–1975 Palden Thondup Namgyal

## Maratha Birodalom(1674–1881)

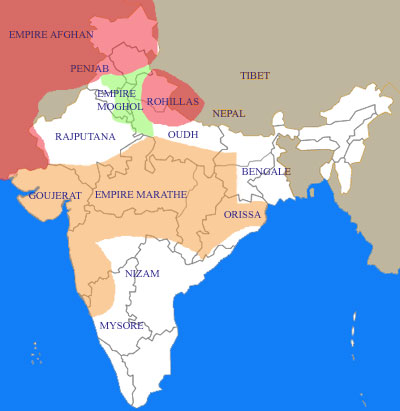

### Chattrapati Shivaji Maharaj éra
- Chattrapati Shivaji Maharaj (1674–1680)
- Chhatrapati Sambhaji (1680–1688)
- Chhatrapati Rajaram (1688–1700)
- Rajmata Tarabai, régens (1700–1707)
- Chhatrapati Shivaji II (1700–14)

### Kolhápuriuralkodók (1700–1947)
- Chhatrapati Shivaji II (b. 1696, ruled 1700–14)
- Sambhaji II of Kolhapur (b. 1698, r. 1714–60)
- Rajmata Jijibai, régens (1760–73)
- Rajmata Durgabai, régens (1773–79)
- Shahu Shivaji II of Kolhapur (r. 1762–1813)
- Sambhaji III of Kolhapur (b. 1801, r. 1813–21)
- Shivaji III of Kolhapur (b. 1816, r. 1821–22)
- Shahaji I of Kolhapur (b. 1802, r. 1822–38)
- Shivaji IV of Kolhapur (b. 1830, r. 1838–66)
- Rajaram I of Kolhapur (r. 1866–70)
- Régensi tanács (1870–94)
- Shivaji V of Kolhapur (b. 1863, r. 1871–83)
- Rajarshi Shahu IV of Kolhapur (b. 1874, r. 1884–1922)
- Rajaram II of Kolhapur (b. 1897 r. 1922–40)
- Indumati Tarabai of Kolhapur, regent (1940–47)
- Shivaji VI of Kolhapur (b. 1941, r. 1941–46)
- Shahaji II of Kolhapur (b. 1910, r. 1947, d. 1983)

### Sataraiuralkodók (1707–1839)
- Shahu I (1708–1749)
- Ramaraja (1749–1777)
- Shahu II of Satara (1777–1808)
- Pratapsinh (1808–1839)
- Shahaji III (1839–1848)
- Pratapsinh I
- Rajaram III
- Pratapsinh II
- Raja Shahu III (1918–1950)

### Peswák (1713–1858)
- Balaji Vishwanath (1713 – 2 April 1720)
- Peshwa Bajirao I (17 April 1720 – 28 April 1740)
- Balaji Bajirao (4 July 1740 – 23 June 1761)
- Madhavrao Ballal (1761 – 18 Nov. 1772)
- Narayanrao Bajirao (13 Dec. 1772 – 30 Aug. 1773)
- Raghunath Rao Bajirao (5 Dec. 1773 – 1774)
- Sawai Madhavrao (1774 – 27 Oct. 1795)
- Baji Rao II (6 Dec. 1796 – 3 June 1818)
- Nana Sahib (1 July 1857 – 1858)

### Tandzsávúrimaharadzsák (?–1799)
- Ekoji I
- Shahuji I
- Serfoji I
- Tukkoji
- Ekoji II
- Sujanbai
- Shahuji II
- Pratapsingh (1737–63)
- Thuljaji II (1763–87)
- Serfoji II (1787–93 & 1798–99)
- Ramaswami Amarasimha Bhonsle (1793–98)

### Nágpurimaharadzsák (1799–1881)
- Raghoji I (1738–1755)
- Janoji (1755–1772)
- Sabaji (1772–1775)
- Mudhoji I (1775–1788)
- Raghoji II (1788–1816)
- Parsoji Bhonsle (18??–1817)
- Mudhoji II (1816–1818)
- Raghoji III (1818–1853)
- Janoji II (1853–1881)
- Raghujideo (1881)

### Indauriuralkodók (1731–1948)
- Malharrao Holkar (I) (1731 – 1766)
- Malerao Khanderao Holkar 1766 – 1767)
- Punyaslok Rajmata Ahilyadevi Holkar (1767 – 1795)
- Tukojirao Holkar (I) (1795 – 1797)
- Kashirao Tukojirao Holkar (1797 – 1798)
- Yashwantrao Holkar (I) (1798 – 1811)
- Malharrao Yashwantrao Holkar II (1811 – 1833)
- Martandrao Malharrao Holkar (1834 – 1834)
- Harirao Vitthojirao Holkar (1834 – 1843)
- Khanderao Harirao Holkar II (1843 – 1844)
- Tukojirao Gandharebhau Holkar II (1844 – 1886)
- Shivajirao Tukojirao Holkar (1886 – 1903)
- Tukojirao Shivajirao Holkar III (1903 – 1926)
- Yashwantrao Holkar II (1926 – 1961)

### Gválijariuralkodók (1731–1947)
- Ranojirao Scindia (1731 – 1745)
- Jayapparao Scindia (1745 – 1755)
- Jankojirao I Scindia (1755 – 1761)
- Meharban Dattaji Rao Scindia (1755 – 1760)
- Üresedés 1761 – 1763
- Kedarjirao Scindia (1763 – 1764)
- Manajirao Scindia Phakade (1764 – 1768)
- Mahadaji Scindia (1768 – 1794)
- Daulatrao Scindia (1794 – 1827)
- Jankoji Rao Scindia II (1827 – 1843)
- Jayajirao Scindia (1843 – 1886)
- Madho Rao Scindia (1886 – 1925)
- George Jivajirao Scindia (1925 – 1947)
- Madhavrao Scindia (1949 – 2001)
- Jyotiraditya Madhavrao Scindia (2001 – )

### Vadodaraiuralkodók (1721–1947)
- Pilaji Rao Gaekwad (1721–1732)
- Damaji Rao Gaekwad (1732–1768)
- Govind Rao Gaekwad (1768–1771)
- Sayaji Rao Gaekwad I (1771–1789)
- Manaji Rao Gaekwad (1789–1793)
- Govind Rao Gaekwad (másodszor) (1793–1800)
- Anand Rao Gaekwad (1800–1818)
- Sayaji Rao Gaekwad II (1818–1847)
- Ganpat Rao Gaekwad (1847–1856)
- Khande Rao Gaekwad (1856–1870)
- Malhar Rao Gaekwad (1870–1875)
- Maharaja Sayajirao Gaekwad III (1875–1939)
- Pratap Singh Gaekwad (1939–1951)

## Bengáli Szultanátus (1342–1564)

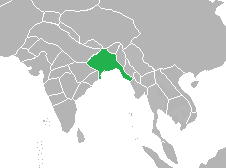

## Muszlim vazallusállmok a Mogul Birodalom alatt (1707–1856)

### Bengáliainawabok (1707–1770)

| Uralkodó                | Születési idő | Halálozási idő | Uralkodási idő | Megjegyzés |
| ----------------------- | ------------- | -------------- | -------------- | ---------- |
| Murshid Quli Jafar Khan | ~1660         | 1727. jún. 30. | 1707 – 1727    |            |
| Sujauddin Khan          | ~1670         | 1739. aug. 26. | 1727 – 1739    |            |
| Sarfraz Khan            | ?             | 1740. ápr. 29. | 1739 – 1740    |            |
| Alivardi Khan           | 1671          | 1756. ápr. 9.  | 1740 – 1756    |            |
| Siraj Ud Daulah         | 1733          | 1757. júl. 2.  | 1756 – 1757    |            |
| Mir Jafar               | ~1691         | 1765. febr. 5. | 1757 – 1760    |            |
| Mir Qasim               | ?             | 1777. máj. 8.  | 1760 – 1763    |            |
| Mir Jafar (2x)          | ~1691         | 176. febr. 5.  | 1763 – 1765    |            |
| Najm ud Daulah          | ~1747         | 1766. máj. 8.  | 1765 – 1766    |            |
| Saif ud Daulah          | 1750          | 1770. márc. 8. | 1766 – 1770    |            |

### Oudhi nawabok (1719–1858)

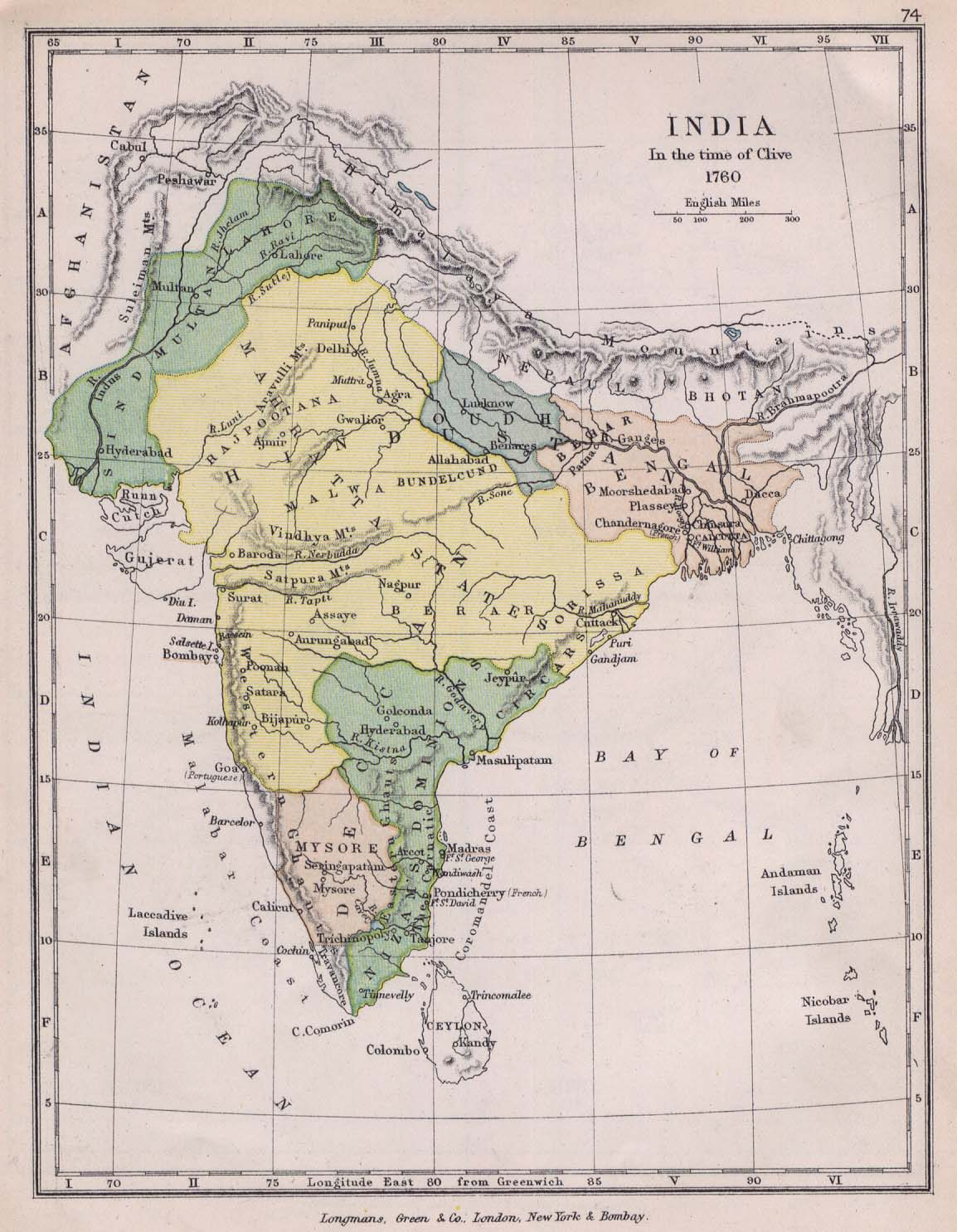

| Uralkodó            | Születési idő    | Halálozási idő   | Uralkodási idő | Megjegyzés |
| ------------------- | ---------------- | ---------------- | -------------- | ---------- |
| I. Saadat Ali Khan  | ~1680            | 1739. márc. 19.  | 1719 – 1737    |            |
| Safdarjung          | ~1708            | 1754. okt. 5.    | 1737 – 1753    |            |
| Shuja-ud-Daula      | 1732. jan. 19.   | 1775. jan. 26.   | 1753 – 1775    |            |
| Asaf-ud-Daula       | 1748. szept. 23. | 1797. szept. 21. | 1775 – 1797    |            |
| Wazir Ali Khan      | 1780. ápr. 19.   | 1817. máj. 15.   | 1797 – 1798    |            |
| II. Saadat Ali Khan | ~1752            | 1814. júl. 11.   | 1798 – 1814    |            |
| Ghazi-ud-Din Haider | ~1769            | 1827. okt. 19.   | 1814 – 1827    |            |
| Nasiruddin Haider   | 1803. szept. 9.  | 1837. júl. 7.    | 1827 – 1837    |            |
| Muhammad Ali Shah   | ~1777            | 1842. máj. 7.    | 1837 – 1842    |            |
| Amjad Ali Shah      | ~1801            | 1847. febr. 13.  | 1842 – 1847    |            |
| Wajid Ali Shah      | 1822. júl. 30.   | 1887. szept. 21. | 1847 – 1856    |            |
| Birjis Qadra        | 1845. aug. 20.   | 1893. aug. 14.   | 1856 – 1858    |            |

### Haidarábádinizámok (1724–1948)

| Uralkodó                   | Születési idő   | Halálozási idő   | Uralkodási idő | Megjegyzés |
| -------------------------- | --------------- | ---------------- | -------------- | ---------- |
| I. Asif Jah                | 1671. aug. 20.  | 1748. jún. 1.    | 1724 – 1748    |            |
| Nasir Jang Nazam-ud-Dowlah | 1712. febr. 26. | 1750. dec. 16.   | 1748 – 1750    |            |
| Muzaffar Jang              | ?               | 1751. febr. 13.  | 1750 – 1751    |            |
| Salabat Jang               | 1718. nov. 24.  | 1763. szept. 16. | 1751 – 1762    |            |
| II. Asif Jah               | 1734. márc. 7.  | 1803. aug. 6.    | 1762 – 1803    |            |
| III. Asif Jah              | 1768. nov. 11.  | 1829. máj. 21.   | 1803 – 1829    |            |
| IV. Asif Jah               | 1794. ápr. 25.  | 1857. máj. 16.   | 1829 – 1857    |            |
| V. Asif Jah                | 1827. okt. 11.  | 1869. febr. 26.  | 1857 – 1869    |            |
| VI. Asif Jah               | 1866. aug. 18.  | 1911. aug. 29.   | 1869 – 1911    |            |
| VII. Asif Jah              | 1886. ápr. 6.   | 1967. febr. 24.  | 1911 – 1948    |            |

## Travankor Királyság(1729–1947)

| Uralkodó           | Születési idő    | Halálozási idő  | Uralkodási idő | Megjegyzés |
| ------------------ | ---------------- | --------------- | -------------- | ---------- |
| Marthanda Varma    | 1705             | 1758. júl. 7.   | 1729 – 1758    |            |
| Dharma Raja        | 1724             | 1798. febr. 24. | 1758 – 1798    |            |
| Balarama Varma     | 1782             | 1810. nov. 7.   | 1798 – 1810    |            |
| Gowri Laksmi Bayi  | 1791             | 1815            | 1810 – 1815    |            |
| Gowri Parvati Bayi | 1802             | 1853            | 1815 – 1829    |            |
| Szwathi Thirunal   | 1813. ápr. 16.   | 1846. dec. 26.  | 1829 – 1846    |            |
| Uthram Thirunal    | 1814. szept. 26. | 1860. aug. 18.  | 1846 – 1860    |            |
| Ajiljam Thirunal   | 1832. márc. 14.  | 1880. máj. 30.  | 1860 – 1880    |            |
| Viszaham Thirunal  | 1837. máj. 19.   | 1885. aug. 4.   | 1880 – 1885    |            |
| Moolam Thirunal    | 1857. szept. 25. | 1924. aug. 7.   | 1885 – 1924    |            |
| Szethu Laksmi Baji | 1895. nov. 19.   | 1985. febr.     | 1924 – 1931    |            |
| Csithira Thirunal  | 1912. nov. 7.    | 1991. júl. 20.  | 1931 – 1949    |            |

## Szikh Birodalom(1801–1849)

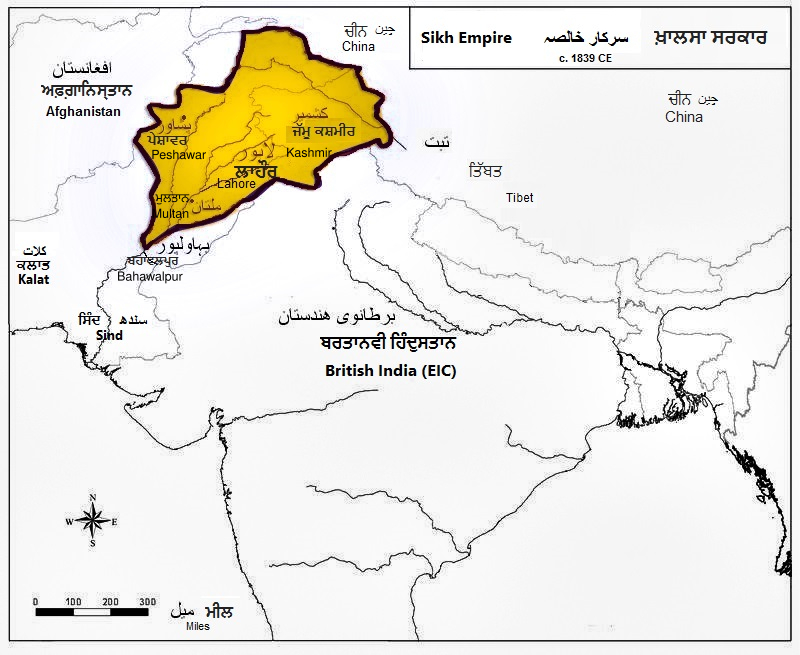

| Uralkodó         | Születési idő       | Halálozási idő       | Uralkodási idő | Megjegyzés |
| ---------------- | ------------------- | -------------------- | -------------- | ---------- |
| Randzsit Szingh  | 1780. november 13.  | 1839. június 27.     | 1801 – 1839    |            |
| Harak Szingh     | 1801. február 22.   | 1840. november 5.    | 1839 – 1840    |            |
| Nau Nihal Szingh | 1821. március 9.    | 1840. november 6.    | 1840           |            |
| Csand Kaur       | 1802                | 1842. június 11.     | 1840 – 1842    |            |
| Ser Szingh       | 1807. december 4.   | 1843. szeptember 15. | 1842 – 1843    |            |
| Duleep Szingh    | 1838. szeptember 6. | 1893. október 22.    | 1843 – 1849    |            |

## India császárai (1857–1947)
- Viktória brit királynő (1876–1901)
- VII. Eduárd brit király (1901–1910)
- V. György brit király (1910–1936)
- VIII. Eduárd brit király (1936)
- VI. György brit király (1936–1947)

## Fordítás
- Ez a szócikk részben vagy egészben  a   List of Indian monarchs című angol Wikipédia-szócikk fordításán alapul.  Az eredeti cikk szerkesztőit annak laptörténete sorolja fel. Ez a jelzés csupán a megfogalmazás eredetét és a szerzői jogokat jelzi, nem szolgál a cikkben szereplő információk forrásmegjelöléseként.